# Friedrich Adler (arkitekt)
 Der er flere personer med dette navn, se Friedrich Adler.
Johannes Heinrich Friedrich Adler (født 15. oktober 1827 i Berlin, død 15. september 1908) var en tysk arkitekt og arkitekturhistoriker . 
Født Berliner var han uddannet som arkitekt ved Bygningsakademiet i Berlin, hvor han senere virkede som lærer. Hans udførte bygninger (Elisabethskirken i Wilhelmshaven, Paulskirken i Bromberg samt Kristuskirken og Thomaskirken i Berlin (1864—68) er prægede af hans arkitekturhistoriske lærdom. Adler har foretaget utallige rejser, blandt andet i Frankrig, Holland, Danmark, Italien, Grækenland, Tyrkiet og Lilleasien. Han har deltaget i udgravningerne i Olympia, som han har beskrevet i en række afhandlinger, og givet tegning til det museum, kongen af Grækenland i den anledning lod opføre. Særlig har han studeret den middelalderlige murstensarkitektur i Norditalien og Nordtyskland. Blandt hans vigtigste, litterære arbejder kan nævnes: Mittelalterliche Backsteinbauwerke des preussischen Staats 1859—98 og Baugeschichtliche Forschungen in Deutschland 1870—79. En særlig betydning for dansk kunsthistorie har Adler fået derved, at han er den første, der har gjort opmærksom på den mærkelige lighed mellem Roskilde Domkirke og katedralen i Tournai i Belgien.